# Чорнобиль.3828
«Чорнобиль.3828» — український документальний фільм (2011 р.) режисера Сергія Заболотного, присвячений ліквідаторам наслідків аварії на Чорнобильській АЕС, що були залучені до очищення найнебезпечнішої зони покрівель станції — зони «М». Їх було 3828 чоловік.

## Сюжет
Фільм побудований як спогади розвідника-дозиметриста Валерія Стародумова про події 25-річної давнини, про вересневі дні 1986 року, дні смертельно небезпечної роботи — операції з очищення покрівель біля самого епіцентру вибуху, у місці найвищого радіоактивного випромінювання. Після того як робототехніка відмовила, на урядовому рівні було прийнято рішення кинути на очистку покрівель солдат строкової служби та курсантів військових училищ. Герой фільму, безпосередній учасник операції, сам виходив на покрівлі у зону «М» і виводив туди людей.
У фільмі широко використана хроніка, унікальні зйомки подій, про які йдеться.
«Чорнобиль. 3828» присвячений людям, які рятували світ від радіоактивного зараження ціною власного здоров'я та життя.
Режисер фільму Сергій Заболотний коментує: «Ми всі знаємо, що відбулося 26 квітня 1986 року, але майже нічого не знаємо про події літа та осені того року. „Чорнобиль. 3828“ — це лише одна з багатьох історій, яку бажано знати й пам'ятати».

## Цікаві факти
Чотири творці фільму (Хем Салганік, Ігор Кобрин, Юрій Бордаков,Лесь Зоценко є Лауреатами Державної премії України ім. Т. Г. Шевченка за попередній фільм на ту ж тему — «Чорнобиль: Два кольори часу».

## Нагороди
2012 — ГРАН-ПРІ на міжнародному кінофестивалі документального кіно «Кінолітопис» (м. Київ) фільм «Чорнобиль 3828».